# آرمین کوماگی
آرمین کوماگی ( انگلیسی: Armin Kõomägi؛ زادهٔ ۵ ژوئیهٔ ۱۹۶۹) داستان کوتاه‌نویس، رمان‌نویس و فیلم‌نامه‌نویس ارمنی‌تبار اهل استونی است. وی مولف شش کتاب از جمله دو رمان و چهار مجموعه داستان کوتاه بوده است.

## زندگی‌نامه
وی در ۵ ژوئیه ۱۹۶۹ در مولداوی از پدری استونیایی و مادر ارمنی به دنیا آمد نویسندگی را در سال ۲۰۰۳ میلادی در سن ۳۴ سالگی آغاز نمود. نخستین کتاب وی یک مجموعه داستان کوتاه بود تحت عنوان «آماتور» (Amatöör) در سال ۲۰۰۵ به چاپ رسید